# Зіф
31°28′29″ пн. ш. 35°08′07″ сх. д. / 31.47475° пн. ш. 35.13514° сх. д.
Зіф — біблійний та історичний термін, що позначає:
- два однойменних давніх міста в Юдеї:
  - одне на півдні на кордонах земли Едомської (Нав 15:24);
  - друге в кількох милях від Хеврону, у країні нагорній (Нав 15:55). Це місто, найвірогідніше, було укріплене Ровоамом (2Пар 11:8). Приблизно в п'яти кілометрах від Хеврону й зараз знаходиться пагорб під назвою: Течль-Зіф.
- пустелю (частину Юдейської пустелі) в районі другого міста Зиф (1Цар 23:14-25). В цій пустелі переховувався Давид, що зберігався втечею від Саула. В цій пустелі усамітнився й помер святий Євфимій Великий.

Мешкали в другому місті та пустелі — зіфеї (1Цар 23:19). Згідно біблійної історії, жили зіфеї, біля пустелі Маон та гори Карміла, що відрізнялися своїм лицемірством по відношенню  до Давида в часи його перебування в пустелі, прикриваючись дружбою, а самі двічі доносили про його місцеперебування Саулу, й тим наражали його на велику небезпеку, від якої він врятувався вперше випадково, а вдруге завдяки сорому та покуті самого Саула. Псалом 53, написаний Давидом з приводу рятування від небезпеки, прославляє Бога за допомогу і благодіяння до нього.
- (інакше Зіфа, Зив) другий священний місяць єврейського року і восьмий цивільного; приблизно відповідає другій половині квітня — першій половині травня. В цьому місяці Соломон почав будувати храм.
- біблійний персонаж, один з чотирьох синів Іегалелела (1 Пар. 4:16).